# Slowaaks voetbalelftal in 1993
Het Slowaaks voetbalelftal speelde twee officieuze oefeninterlands in het jaar 1993, hoewel het land formeel nog deel uitmaakte van Tsjecho-Slowakije. Het land was op het moment van spelen nog geen lid van de wereldvoetbalbond FIFA. Slowakije stond in 1993 aanvankelijk onder leiding van bondscoach Jozef Jankech, later nam Jozef Vengloš diens taken over.

## Balans
| Wedstrijden | Wedstrijden | Wedstrijden | Wedstrijden | Doelpunten | Doelpunten | Doelpunten | Punten |
| Gespeeld    | Winst       | Gelijk      | Verlies     | Voor       | Tegen      | Saldo      | Punten |
| ----------- | ----------- | ----------- | ----------- | ---------- | ---------- | ---------- | ------ |
| 2           | 1           | 1           | 0           | 4          | 2          | +2         | 1.500  |

## Interlands
|                                                              |                                          |       |                                                           |                                                                                     |
| 30 maart Vriendschappelijk Officieus duel «onderlinge duels» | Slowakije                                | 2 – 2 | Litouwen                                                  | DAC Stadion, Dunajská Streda Toeschouwers: 2.000 Scheidsrechter: Karol Ihring (SVK) |
| 30 maart Vriendschappelijk Officieus duel «onderlinge duels» | Ľubomír Luhový 27' Pavol Diňa 55' (pen.) |       | 40' (pen.) Ričardas Zdančius 70' (pen.) Ričardas Zdančius | DAC Stadion, Dunajská Streda Toeschouwers: 2.000 Scheidsrechter: Karol Ihring (SVK) |

|                                                                 |                                       |       |          |                                                                                                |
| 16 november Vriendschappelijk Officieus duel «onderlinge duels» | Slowakije                             | 2 – 0 | Slovenië | Futbalový štadión Prievidza, Prievidza Toeschouwers: 2.500 Scheidsrechter: Václav Krondl (CZE) |
| 16 november Vriendschappelijk Officieus duel «onderlinge duels» | Ľubomír Faktor 36' Ľubomír Luhový 57' |       |          | Futbalový štadión Prievidza, Prievidza Toeschouwers: 2.500 Scheidsrechter: Václav Krondl (CZE) |

## Details

### vs. Litouwen
| Slowakije | 2 – 2        | Litouwen |
| Ľubomír Luhový 27' Pavol Diňa 55' (pen.) | goals        | 40' (pen.) Ričardas Zdančius 70' (pen.) Ričardas Zdančius |
| Jozef Jankech en Štefan Nadzam | bondscoach   | Algimantas Liubinskas |
| Ladislav Molnár 81' Tomáš Stúpala 25' Miloš Tomáš Vladimír Kinder Viliam Vidumský Ľubomír Luhový František Klinovský 72' Július Šimon Tibor Jančula 81' Pavol Diňa 72' Stanislav Moravec | opstellingen | Gintaras Staučė Tomas Žiukas Virginijus Baltušnikas Gyrius Kalvaitis 70' Andrius Tereškinas 31' Igoris Stukalinas 59' Viktoras Olšanskis Vaidotas Šlekys Eimantas Poderis Igoris Kirilovas Ričardas Zdančius |
| Vladimír Siago 25' Ján Solár 72' Vladislav Zvara 72' Alexander Vencel 81' Ján Stojka 81'                                                                                                 | wissels      | 31' 87' Vytautas Apanavičius 59' Irmantas Štumbrys 70' Remigijus Sakalas 87' Arūnas Mika |
| | gele kaarten | ??' Andrius Tereškinas |
| Miloš Tomáš 74' | rode kaarten | |

### vs. Slovenië
| Slowakije | 2 – 0        | Slovenië |
| Ľubomír Faktor 36' Ľubomír Luhový 57' | goals        | |
| Jozef Vengloš en Milan Lešický | bondscoach   | Bojan Prašnikar |
| Ladislav Molnár 86' Tomáš Stúpala Dušan Tittel Viliam Vidumský Ondrej Dańko Vladimír Weiss 46' Viliam Hýravý Ján Solár 46' Ľubomír Faktor 70' Ľubomír Luhový Pavol Gostič 46' | opstellingen | Branko Zupan Robert Englaro Marinko Galič Aleš Križan Robert Oblak Matjaž Jančič Gregor Židan 64' Alfred Jermaniš 46' Miran Pavlin Mladen Rudonja Vlado Miloševič |
| Pavol Dińa 46' Štefan Rusnák 46' Stanislav Moravec 46' Peter Fieber 70' Ivan Ondruška 86'                                                                                     | wissels      | 46' Peter Binkovski 64' Igor Benedejčič |
| | gele kaarten | |